# Улица Земеца
Улица Земеца — улица на юго-востоке Самары, разделяющая Промышленный и Кировский районы города. До 2007 года называлась улицей Псковской, до 1957 года — Первый проезд.

## Общая информация
Улица разделяет два района города: Кировский и Промышленный. Чётная сторона улицы относится к Кировскому району, а нечётная — к Промышленному.
Улица начинается от пересечения с улицей Победы, проходит вдоль путепровода (над железной дорогой Самара—Уфа), соединяющего микрорайоны Восточный посёлок и Юнгородок. Улица пересекается с двумя шоссе (Заводским и Зубчаниновским) и с железнодорожной магистралью (Самара—Уфа). Заканчивается пересечением с Береговой улицей вблизи реки Самара.
Улица Земеца является главной улицей микрорайона Юнгородок, названного так во время строительства тут бараков для молодежи, работавшей на местных заводах во время Великой Отечественной войны.
С 10 апреля 2023 года по 27 октября 2025 года производился капитальный ремонт путепровода, в связи с чем автомобильное и трамвайное движение было остановлено.

## Этимология годонима
6 апреля 2007 года на заседании топонимической комиссии с участием мэра Виктора Тархова и представителей городской администрации было принято решение о переименовании улицы Псковской в улицу Земеца, в честь почётного гражданина города Самара, внёсшего большой вклад в развитие Самары. Виктор Петрович Земец более 20 лет возглавлял авиационный завод в Самаре. При нём это предприятие заняло одно из лидирующих мест в системе отечественного авиастроения. При его содействии был построен заводской дворец спорта, общежитие, летний лагерь и детский сад, открыта аптека. Также комиссией было принято решение установить мемориальную доску, напоминающую горожанам, какую роль в формировании отечественного самолётостроения и развитии города сыграл Виктор Земец.

Однако жители самой улицы часто в разговорной речи используют старое название.

## Транспорт
Улица пересекается с центральной улицей для грузового транспорта — Заводским шоссе.
Официально по улице проходит только 2 маршрута автобусов: 8 и 12. Однако, фактически улица используется и другими маршрутами городского транспорта:
- Трамвайные маршруты 9, 10, 13, 24, 24к;
- маршрутные такси 6, 38, 47, 266, 283 (конечный пункт);
- конечный пункт автобусных маршрутов 12 (около авиационного завода «Авиакор»), 29, 38.

Станция метро «Юнгородок» находится примерно в 900 метрах от улицы Земеца.

## Здания и сооружения
- ул. Земеца, 36-А

Самарский областной реабилитационный центр для лиц, страдающих наркоманией.
- ул. Земеца, 18

АО РКЦ «Прогресс»
Ведущее российское предприятие по разработке, производству и эксплуатации ракет-носителей среднего класса и автоматических космических аппаратов для дистанционного зондирования Земли и научного назначения.
- Авиакор[10]

Одно из крупнейших российских авиастроительных предприятий. Основная сфера деятельности завода — строительство, ремонт, обслуживание и поставка запчастей для пассажирских самолетов.
- путепровод через железную дорогу Самара—Уфа (построен в 1977 году)
- АЗС

## Почтовый индекс
- 443052[11]